# Робертс, Фредерик
Фредерик Слей Робертс, 1-й граф Робертс Кандагарский (с 11 февраля 1901) (англ. Frederick Sleigh Roberts, 1st Earl Roberts of Kandahar; 30 сентября 1832 — 14 ноября 1914) — британский военачальник, фельдмаршал (25 мая 1895), один из наиболее успешных военных деятелей Викторианской эпохи. С 3 января 1901 года по 12 февраля 1904 года был главнокомандующим британской армией.

## Детство и юность
Фредерик Слей Робертс родился в Индии, в городе Канпур в семье майора Эйбрахама Робертса, состоявшего на службе в Ост-Индской компании. Предками Робертсов были французские гугеноты, бежавшие от преследования в Ирландию. Говоря об англо-ирландском происхождении Робертса, исследователи подразумевают его конфессиональную ориентацию (англиканство) и традиционную лояльность британской короне. В возрасте с четырёх и до девятнадцати лет Фредерик жил в Англии, где учился в частных пансионатах, в Итоне, в военных училищах, в том числе в Сандхёрсте, откуда в 1851 году был выпущен в чине второго лейтенанта. После завершения учёбы Робертс получил своё первое назначение — в Пешавар, в полк Бенгальской артиллерии, в распоряжение своего отца.

## Военная карьера
С 1852 года и по 1857 год Фредерик служил адъютантом отца, а после его отставки получил назначение на должность помощника заместителя начальника штаба дивизии. Робертс-младший легко вошёл в местное офицерское сообщество и унаследовал вслед за отцом прозвище Бобс.
Восстание сипаев прервало рутинную жизнь британских военных — в качестве штабного офицера Робертс был включён в состав карательной колонны под командованием Невилла Чемберлена. В обязанности Бобса входило снабжение колонны всеми видами довольствия и разведка маршрута следования. Первое настоящее боевое крещение молодой офицер прошёл во время осады Дели (30 мая — 20 сентября 1857 года), где он попеременно выступал в качестве командира, наводчика и заряжающего. Тогда же получил первое боевое ранение, был госпитализирован, однако вскоре вернулся в строй.
После падения Дели лейтенант Робертс отправился к родителям в Ирландию, в долговременный лечебный отпуск. За время пребывания дома Фредерик успел жениться на Норе Бьюз (англ. Nora Henrietta Bews) (с которой прожил всю жизнь), а также получить свою первую награду, Крест Виктории, из рук самой королевы.
Участие в подавлении индийского восстания дало молодому офицеру преимущество в чинопроизводстве — в 1860 году он вернулся в Индию с молодой женой уже в звании капитана. В последующие несколько лет карьера Робертса продвигалась не столь успешно: в звании майора ему пришлось прослужить целых десять лет. Семейная жизнь Бобса была омрачена: дети у молодой четы рождались часто, но так же часто умирали в младенчестве от тяжёлого климата и плохих санитарных условий. Нора и Фредерик потеряли в Индии троих детей.
Когда в 1867 году после длительных и безуспешных попыток мирным путём освободить заложников в Эфиопии британское правительство организовало посылку в Абиссинию бригады индийских войск под командованием Д. Стюарта. Первым заместителем начальника штаба экспедиции был назначен подполковник Робертс, который отвечал за погрузку войск на суда и разгрузку их на месте десантирования. Бобс отказался от принятой ранее в британской армии практики раздельного транспортирования боевых частей и их снаряжения, что снизило риск потери снаряжения в море. Проведя практически безукоризненную высадку и эвакуацию десанта после выполнения миссии, Фредерик стал известен начальству как талантливый штабист и умелый военный администратор.
В течение последующего десятилетия Робертс совершил очередной подъём по карьерной лестнице и получил звание генерал-майора. Как и вице-король Индии лорд Литтон, он был сторонником «наступательной политики» и считал продвижение русских в Средней Азии опасностью для Британской империи.

## Вторая англо-афганская война
В конце 1878 года Бобс был назначен командиром одного из трёх отрядов вторжения, которые должны были вторгнуться в Афганистан. Это была первая командная должность, которую получил профессиональный штабист за четверть века служения британской короне. Робертс занял Курамскую долину, разбил афганскую армию в сражении при Пейвар-Котале и захватил перевалы Пейвар и Шутагардан, чем во многом предопределил успешное завершение первого этапа второй англо-афганской войны.
После разгрома британской миссии и убийства майора Каваньяри афганский эмир запросил помощи, и было решено отправить армию в Кабул, но только одной колонной, которую возглавил Робертс. 28 сентября 1879 года Робертс прибыл в распоряжение порученной ему дивизии, встретился с афганским эмиром, а 2 октября начал марш на Кабул. 6 октября около селения Чарасиаб он столкнулся с афганской армией, сходу атаковал её и разбил в сражении при Чарасиабе.
1 ноября Робертс перевёл главный лагерь армии в Шерпурский кантонмент около Кабула. Вначале декабря он отправил две бригады на подавление беспорядков около Кабула, но дорога на Шерпур оказалась открыта и 11 декабря вся афганская армия начала наступление на Шерпур. Робертс случайно оказался на пути афганского наступления с артиллерийской батареей и отрядом улан. Он приказал уланам атаковать противника, но эта атака не дала никакого результата. При отступлении были потеряны все орудия и сам Робертс едва сумел скрыться. Афганцы приблизились к Шерпуру и началась осада Шерпурского кантонмента.
«Звёздный час» Робертса — Сражение при Кандагаре с армией афганского эмира 1 сентября 1880 года. Афганcкий эмир Айюб-Хан ранее сумел разбить британский отряд в сражении при Майванде и осадил Кандагар. Британское командование решило, что логичнее перебросить на спасение Кандагара войска из Кабула, поэтому генерал Стюарт поручил Робертсу возглавить эту операцию. 8 августа колонна Робертса начала марш, а 31 августа его колонна вошла в Кандагар. Армия Айюб-хана заранее отступила за горный хребет и возвела укрепления в горных проходах. Робертс решил не атаковать позицию противника с фронта, а обойти его правый фланг. Афганцы заняли и укрепили два села на направлении наступления, но утром 1 сентября британцы взяли селения штурмом и вошли в долину Арандаба. Регулярная афганская армия бросила поле боя, но ополченцы держались некоторое время. Робертсу досталась вся артиллерия противника и все обозы.
У Робертса сразу же начались проблемы со снабжением армии, поэтому уже 10 сентября он отправил Бенгальскую дивизию назад в Индию.
Этой победой Робертс гордился больше, чем всеми остальными своими достижениями. Именно после этого сражения, 23 февраля 1892 года он был удостоен титула барона Кандагарского (англ. Baron Roberts of Kandahar). И хотя потом к его титулу прибавились другие громкие эпитеты, он среди военнослужащих так и именовался до самой смерти Робертсом Кандагарским.

## Война в Бирме
В 1885 году назначен главнокомандующим в Индии, в ноябре того же года открыл боевые действия против Бирмы и к 1 января 1886 года объявил о её присоединении к британской короне. 23 февраля 1892 года получил титул барона Кандагарского и Уотерфордского и в следующем году вернулся в Англию. 25 мая 1895 года назначен главнокомандующим в Ирландии и фельдмаршалом.

## Англо-бурская война
В октябре 1899 года нападением буров на Капскую колонию Великобритании началась Вторая англо-бурская война. В декабре, когда события приняли неблагоприятный для англичан оборот, Робертс был назначен главнокомандующим действующей армией на юге Африки в чине генералиссимуса, добился перелома в войне и к 5 июня 1900 года занял Преторию, объявив о присоединении Трансвааля и Оранжевой республики к Британской империи, после чего сдал командование генералу Китченеру и вернулся в метрополию. Во время этой войны 17 декабря 1899 года после тяжёлого ранения, полученного в сражении при Коленсо, скончался его единственный сын, переживший младенчество, Фредерик Хью Шерстон Робертс, посмертно награждённый Крестом Виктории. Таким образом, отец и сын Робертсы стали ещё одной (из трёх, по состоянию на 2019 год) парой отцов и сыновей, которые были награждены этой наградой.
Получил в 1901 году титул графа Претории. В 1901—1904 годах именовался главнокомандующим всеми британскими войсками, пока этот пост не был упразднён. С началом Первой мировой войны 1 августа 1914 года отправился на театр военных действий, но вскоре умер от пневмонии, 14 ноября 1914 года.

## Награды
- Крест Виктории (1858)
- Рыцарь Ордена Бани (1872)
- Рыцарь-командор Ордена Бани (1879)
- Рыцарь Большого креста Ордена Бани (1880)
- Кавалер-компаньон Ордена Индийской империи (1880)
- Рыцарь — великий командор Ордена Индийской империи (1887)
- Рыцарь — великий командор Ордена Звезды Индии (1893)
- Рыцарь Ордена Святого Патрика (1897)
- Рыцарь Ордена Подвязки (1900)
- Член Ордена Заслуг (26 июня 1902)
- Рыцарь Милосердия Ордена Святого Иоанна Иерусалимского
- Медаль за подавление мятежа в Индии (англ.)
- Медаль за Абиссинскую войну (англ.)
- Индийская медаль (англ.)